# フェリシアーノ・ロペス
フェリシアーノ・ロペス・ディアス＝ゲラ（Feliciano López Díaz-Guerra, 1981年9月20日 - ）は、スペイン・トレド出身の元男子プロテニス選手。身長188cm、体重85kg、左利き、バックハンド・ストロークは片手打ち。ATPランキング自己最高位はシングルス12位、ダブルス9位。ATPツアーでシングルス7勝、ダブルス6勝を挙げている。デビスカップ5度の優勝に貢献。

## 選手経歴

### ジュニア時代
ロペスは父親の手ほどきで、5歳からテニスを始めた。

### 1997年 プロ転向
1997年に15歳でプロ転向。

### 2004年 ツアー初優勝 デビス杯初優勝
2004年全仏オープンでグスタボ・クエルテンとの4回戦まで進出した。8月にはスペイン代表選手の1人として、アテネ五輪に単複出場を果たす。トミー・ロブレドと組んだダブルスでは1回戦で第6シードのエトリス/ロドリゲス組に敗れたものの、シングルスでは第8シードのセバスチャン・グロジャンとの3回戦まで進出した。10月にはで行われたBA-CAテニス・トロフィーの決勝でギリェルモ・カナスを破り、ATPツアーシングルス初優勝。フェルナンド・ベルダスコと組んだダブルスでも、ストックホルム・オープンで初優勝を飾っている。

### 2005年 ウィンブルドンベスト8
2005年、ロペスはスペインの男子選手として1972年のマニュエル・オランテス以来33年ぶりとなるウィンブルドンのベスト8進出を果たした。その準々決勝ではレイトン・ヒューイットに5-7, 4-6, 6-7(2)のストレートで敗れている。

### 2008年 デビス杯V2
2008年ウィンブルドンで3年ぶり2度目のベスト8に入ったが、ノーシードから勝ち上がったマラト・サフィンに敗れ、自身初の4大大会ベスト4進出はならなかった。
デビスカップ2008で、フェリシアーノ・ロペスはダビド・フェレール、フェルナンド・ベルダスコとともに、デビスカップスペイン代表を4年ぶり3度目の優勝に導いた。11月21日-23日にかけて行われたアルゼンチンとの決勝戦は、敵地アルゼンチンのコートで行われた。ロペスはシングルス第2試合で新鋭フアン・マルティン・デル・ポトロを下すと、ダブルス第3試合でも親友ベルダスコとのコンビで、ナルバンディアン/カレリ組に勝利を収め、デビスカップスペイン代表の優勝に大きく貢献した。

### 2011年 ウィンブルドンベスト8

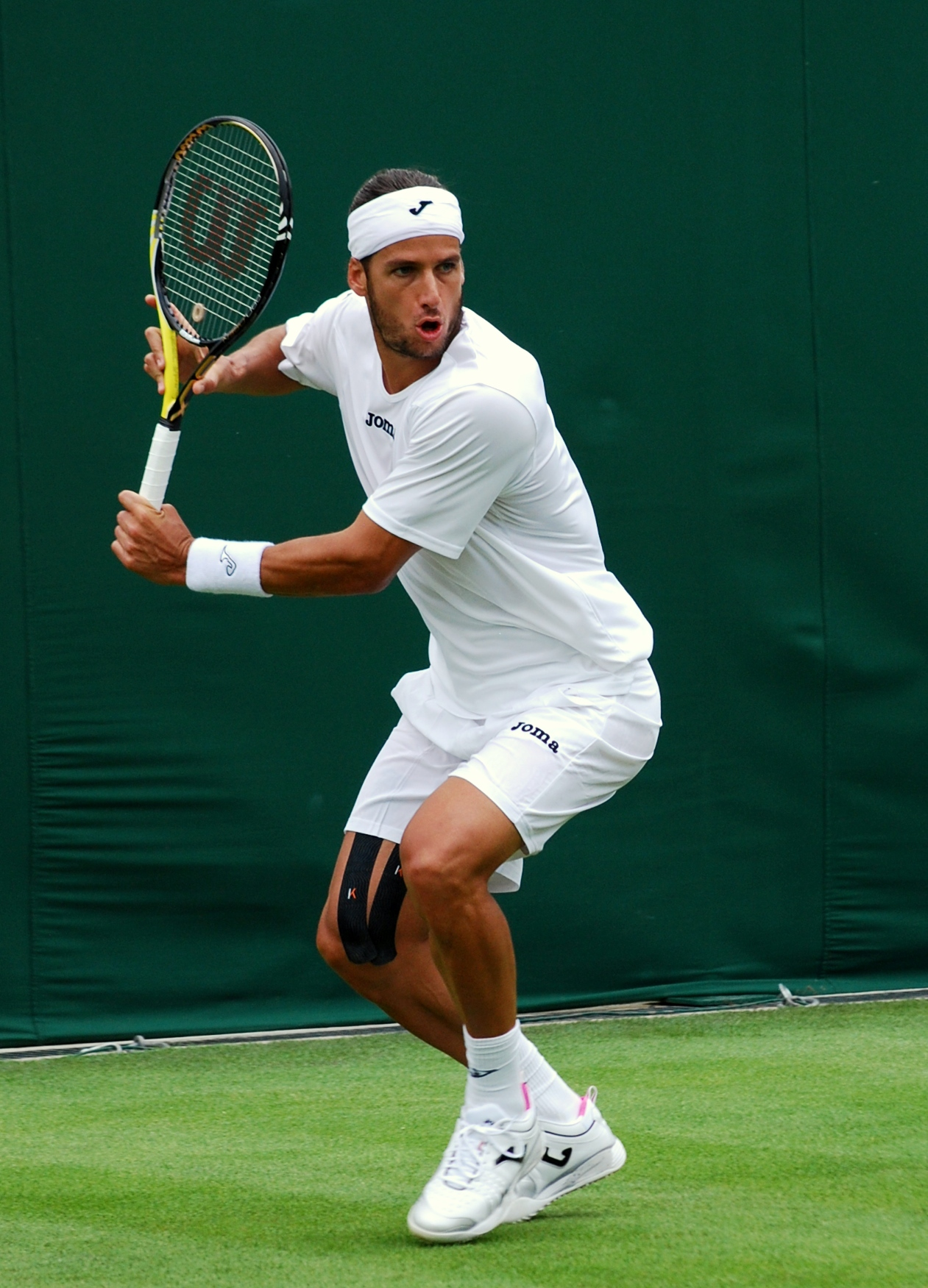
2011年ウィンブルドン選手権でのフェリシアーノ・ロペス

2011年ウィンブルドンではロペスはノーシードから勝ち上がり、3度目のベスト8に進出した。準々決勝ではアンディ・マリーに3-6, 4-6, 4-6で敗れた。

### 2012年 ロンドン五輪ベスト4
2012年のロンドン五輪で2度目の五輪に出場した。シングルスでは3回戦でフランスのジョー＝ウィルフリード・ツォンガに6-7, 4-6で敗れた。ダビド・フェレールと組んだダブルスでは準決勝でフランスのロドラ/ツォンガ組に3-6, 6-4, 16-18で競り負けた。3位決定戦でもフランスのベネトー/ガスケ組に6-7, 2-6で敗れ銅メダルを逃した。

### 2014年 ツアー4勝目
2014年の8月のロジャーズ・カップでは3回戦で第4シードトマーシュ・ベルディハを、準々決勝で第6シードで地元カナダのミロシュ・ラオニッチを破り、準決勝進出。準決勝で第2シードのロジャー・フェデラーに敗れた。さらに10月の上海マスターズでは2回戦で第2シードのラファエル・ナダルを、3回戦でジョン・イズナー、準々決勝でミハイル・ユージニーを破り今季2度目のマスターズ準決勝進出。準決勝でジル・シモンに敗れた。年間最終ランキングで14位となり、ロペスより上位の3人が辞退したため、ATPワールドツアー・ファイナルの交代選手の2番手に選出された。ただし、本戦出場はなかった。

### 2015年 全米ベスト8 世界12位
2015年2月エクアドル・オープン決勝にて通算サービスエース数7000本を達成。7009本は歴代9位、現役では3位の記録。3月2日付の世界ランキングで自己最高の12位を記録した。
全米オープンでは3回戦でミロシュ・ラオニッチに、4回戦でファビオ・フォニーニに勝利しウィンブルドン以外では初のベスト8に進出。準々決勝ではノバク・ジョコビッチに1-6, 6-3, 3-6, 6-7(2)で敗れた。

### 2016年 全仏ダブルス初優勝

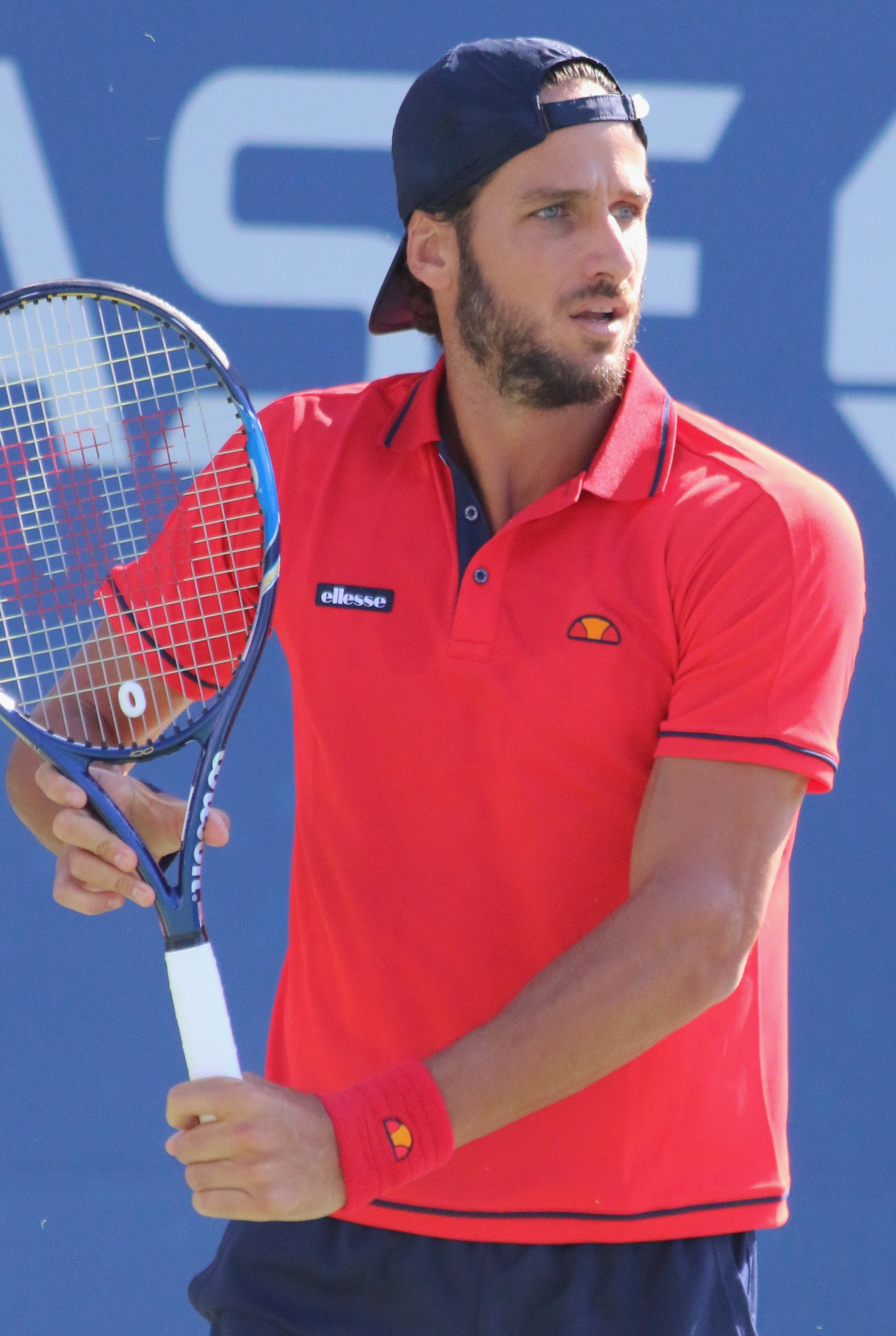
2016年全米オープンでのフェリシアーノ・ロペス

2016年2月22日、ドバイ・デューティ・フリー・テニス選手権にてキャリア通算400勝を達成。
2016年全仏オープン男子ダブルスではマルク・ロペスと組んで、3回戦で第1シードのエルベール/マユ組を7-6(7), 6-1で破ると、準決勝でディフェンディングチャンピオンのドディグ/メロ組を6-2, 3-6, 7-5で破り、自身初のグランドスラム決勝進出を果たす。決勝ではブライアン兄弟に6-4, 6-7(6), 6-3で勝利し初のグランドスラムタイトルを獲得した。
7月のスイス・オープン・グシュタードでは決勝でロビン・ハーセを破り、シングルスでのクレー初優勝を果たした。

### 2017年 全米ダブルス準優勝
2017年、クイーンズ・クラブ選手権では決勝でマリン・チリッチに4-6, 7-6(2), 7-6(8)で勝利し、優勝した。全米オープンのダブルスでは準決勝でブライアン兄弟を下して決勝に進出。決勝ではホリア・テカウ/ジャン＝ジュリアン・ロジェ組に敗れ、準優勝だった。
2019年からムチュア・マドリード・オープンのトーナメントディレクターに就任することが発表された。

### 2018年 全仏ダブルスベスト4
2018年はシングルスにおいて、準々決勝より先に進んだ大会がなく、目立った結果は残せなかったが、マルク・ロペスと組んだ2018年全仏オープンダブルスではベスト4進出を果たした。さらにウィンブルドン選手権に出場したことで、グランドスラム連続出場が歴代最長となる66大会連続になった。デビスカップ2018ではデビスカップスペイン代表として出場し、準々決勝でのデビスカップドイツ代表との団体戦ではティム・プッツ/ヤン＝レナード・ストルフ組に3-6, 4-6, 6-3, 7-6(4), 5-7のフルセットの末に敗れるも、シングルス戦でラファエル・ナダルとダビド・フェレールが勝利を収めたことでチームはベスト4進出を果たした。準決勝でマルセル・グラノリェルスと組んだダブルスではデビスカップフランス代表のジュリアン・ベネトー/ニコラ・マユ組に0-6, 4-6, 6-7(7)とストレートで敗れた。年間最終ランキングはシングルス64位、ダブルス32位。

### 2019年 ツアーシングルス7勝目・ダブルス5勝目 デビス杯V5

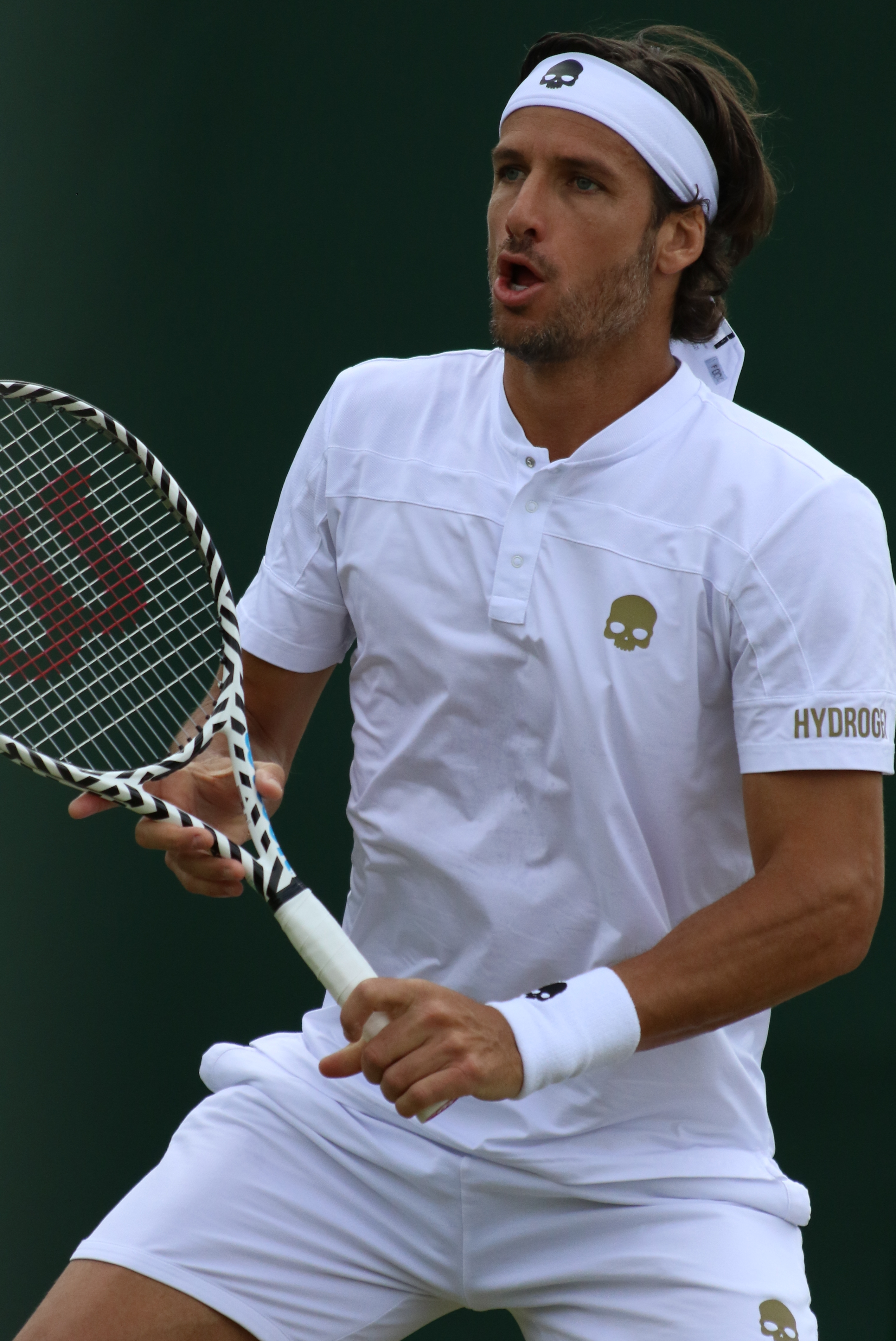
2019年ウィンブルドン選手権でのフェリシアーノ・ロペス

2019年も前半戦は良い成績を残せず、一時は世界ランキングが113位まで後退したが、6月のクイーンズ・クラブ選手権において、シングルスでは決勝でジル・シモンを6-2, 6-7(4), 7-6(2)で下して優勝、アンディ・マリーと組んだダブルスでも決勝でジョー・ソールズベリー/ラジーブ・ラム組を7-6(6), 5-7, 10-5で破り、ダブルスでも優勝し、37歳にして単複2冠を達成した。年末のデビスカップ2019ではスペイン代表として単複共に活躍し、イギリス戦ではシングルスでカイル・エドマンドを6-3, 7-5のストレートで破り、ラファエル・ナダルと組んだダブルスでもジェイミー・マレー/ニール・スクプスキ組を7-6(3), 7-6(8)で熱戦をものにして勝利。スペイン代表の5度の優勝に貢献した。年間最終ランキングはシングルス62位、ダブルス55位。

### 2020年 ATP杯準優勝
新設されたATPカップではスペイン代表として参戦。ダブルスで活躍し、チームの決勝進出に貢献した。決勝ではパブロ・カレーニョ・ブスタと組み、セルビア代表のノバク・ジョコビッチ/ビクトル・トロイツキ組に3-6, 4-6のストレートで敗れ、準優勝となった。年間最終ランキングはシングルス64位、ダブルス64位。

### 2021年 ツアー通算500勝
全豪オープンでは2回戦で第31シードのロレンツォ・ソネゴを5-7, 3-6, 6-3, 7-5, 6-4の2セットダウンから逆転で勝利し、3回戦進出をする。3回戦では第7シードのアンドレイ・ルブレフに5-7, 2-6, 3-6のストレートで敗れたが、2002年全仏オープンを欠場してからグランドスラム75大会連続出場を更新した。

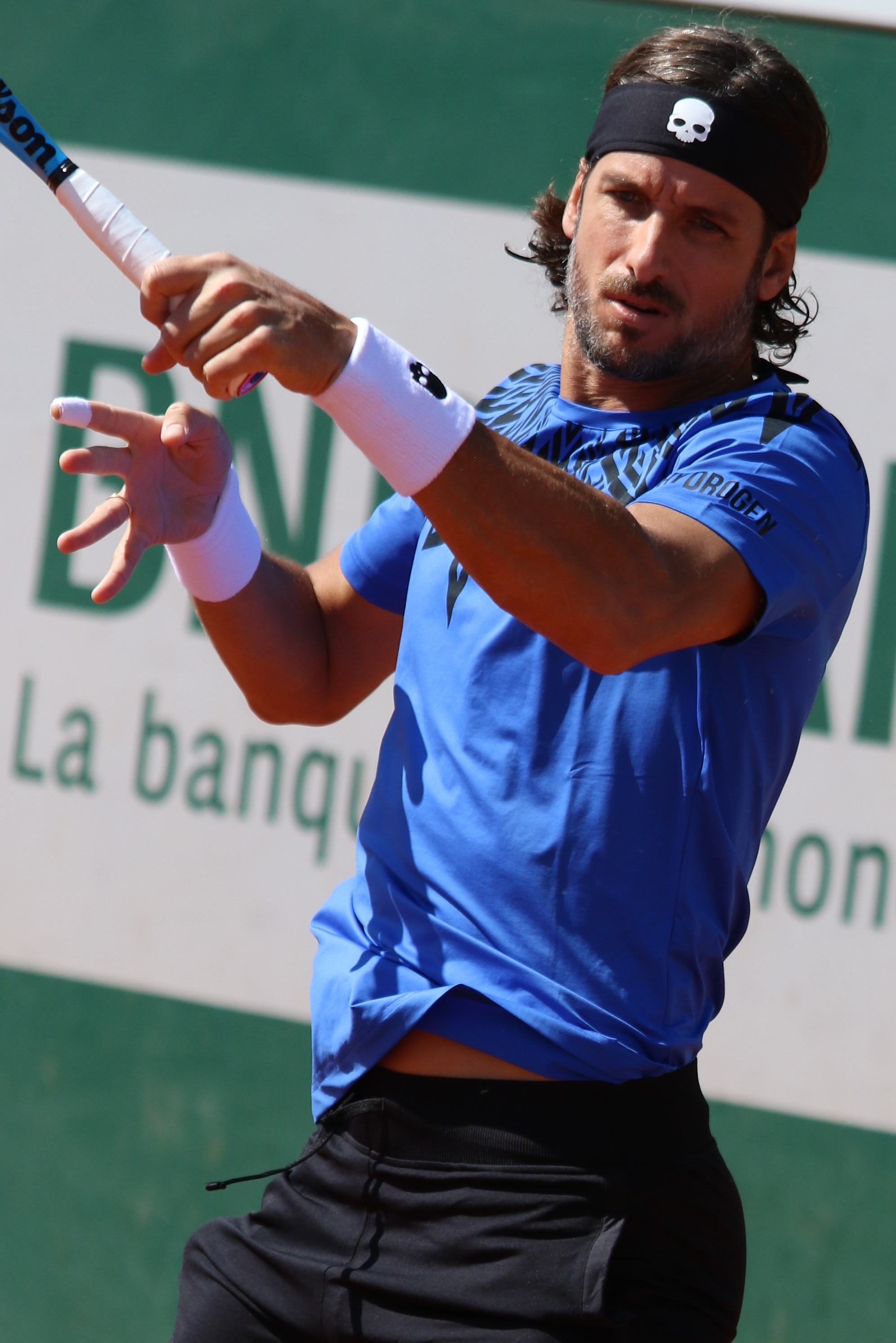
2021年全仏オープンでのフェリシアーノ・ロペス

全仏オープンとウィンブルドン選手権では初戦敗退するも、グランドスラム77大会連続出場を記録して、2021年ナショナル・バンク・オープンに出場したことでATPマスターズ1000においてもロジャー・フェデラーと並ぶ出場回数を更新した。全米オープンではベルナベ・サパタ・ミラジェスにフルセットの末に敗れるも、グランドスラム78大会連続(通算79回出場)を更新。しかし、40歳の誕生日を迎えた9月20日には世界ランキング110位となり、トップ100圏外となった。
2021年BNPパリバ・オープンに出場したことでマスターズ大会において通算139回の出場回数を記録したことでマスターズ最多出場記録を更新した。デビスカップ2021ではスペイン代表として出場し、シングルスで当時世界5位のルブレフに2-6, 6-3, 6-4の逆転で破る活躍をする。しかし、マルセル・グラノリェルス組んだダブルスではアスラン・カラツェフ/ルブレフ組に6-4, 2-6, 4-6で敗れ、チームは決勝トーナメント進出を逃した。年間最終ランキングはシングルス106位、ダブルス125位。

### 2022年 ツアーダブルス6勝目
1月、全豪オープンではジョン・ミルマンに1-6, 3-6, 6-4, 5-7で敗れ、初戦敗退となるも、グランドスラム連続出場記録79回目を記録して、通算出場回数80回となり、ロジャー・フェデラーの通算出場回数81回まであと1回となった。2月、ステファノス・チチパスと組んだメキシコ・オープンのダブルスでは優勝し、ツアーダブルス6勝目を挙げた。

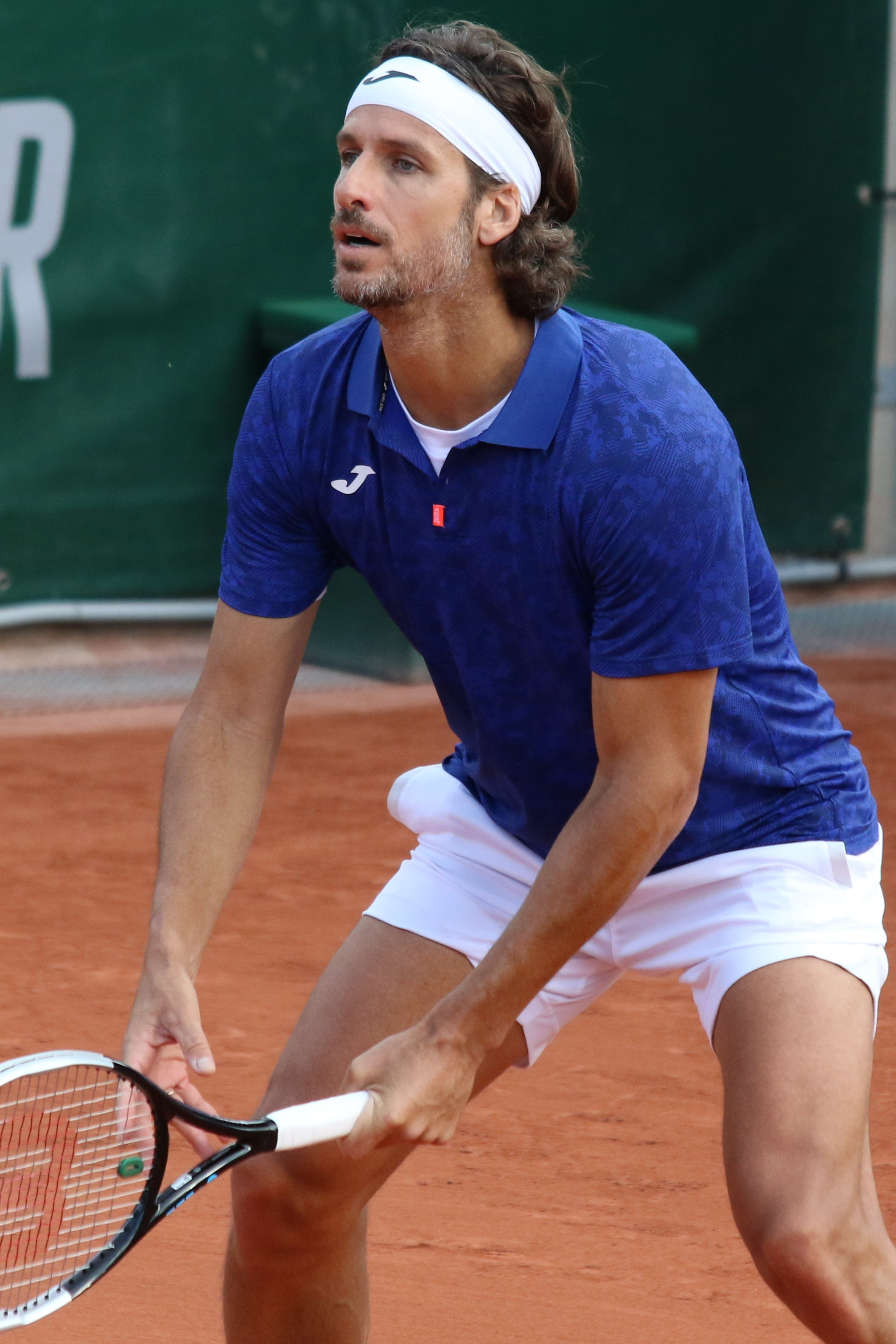
2022年全仏オープンでのフェリシアーノ・ロペス

全仏オープンではシングルスの出場資格を得られず、全仏オープンでの連続出場記録も21回となり、グランドスラム大会全体でも記録が途絶えた。しかし、同大会でのダブルスではマクシム・クレシーと組んで3回戦進出を果たした。ウィンブルドン選手権に出場したことでグランドスラム本戦出場81回目となり、フェデラーの記録と並んだ。1回戦では第21シードのボーティック・ファン・デ・ザンスフルプに2-6, 3-6, 3-6のストレートで初戦敗退。そして、早期大会が続いたことで世界ランキングは年末にかけて大幅に下降した。年間最終ランキングはシングルス830位、ダブルスでは72位。

### 2023年 引退
1月1日、ロペスは25年間のツアー生活を経て、2023年シーズンが最後のシーズンとなることを発表した。メキシコ・オープンの本戦にはワイルドカードを獲得した後、1回戦でクリストファー・ユーバンクスをストレートで破り、シングルス通算504勝目を挙げた。2回戦ではフランシス・ティアフォーに敗れた。バルセロナ・オープンのワイルドカードをもらい、本戦出場するも、ダビド・ゴファンに敗れ、初戦敗退。だが、BOSSオープン本戦とクイーンズ・クラブ選手権予選のワイルドカードももらい、両大会とも試合に出場した。キャリア最後のトーナメントであるマヨルカ選手権ではシングルスとダブルスの両方でワイルドカードを受け取った。ダブルスではステファノス・チチパスとペアを組んだが、第1シードのサンティアゴ・ゴンザレスとエドゥアール・ロジェ＝バセラン組に4-6, 4-6のストレートで初戦敗退。しかし、シングルスでは1回戦マックス・パーセルをストレートで破り、試合後のATPの統計によると、ロペスは新しく10,261本のサービスエースの記録を更新して、キャリアで最も多くのエースを獲得した選手の中で4位になった。2回戦ではジョーダン・トンプソンを破り、キャリア93回目の準々決勝進出を果たした。 また、1995年以降で最年長のATP準々決勝進出者となった。準々決勝ではドイツのヤニック・ハンフマンに2-6, 4-6のストレートで敗れ、これが最後のプロ戦となった。ツアーでは506勝490敗という戦績でキャリアを終え、芝生での勝利数は他のどのスペイン人よりも多かった。

## プレースタイル
クレーコートが多いスペイン育ちの選手としては珍しく、サーブ&ボレーが得意なネットプレーヤーである。特にウィンブルドンの3度のベスト8進出からも分かるように、球足が速く、サーブ&ボレーが活きてくるグラス（芝生）コートを最も得意とする。サーブも強力でバックハンドスライスを多用し、ベースラインでの打ち合いにも優れている。

## ATPツアー決勝進出結果

### シングルス: 18回 (7勝11敗)
| 大会グレード                    |
| グランドスラム (0–0)            |
| ATPファイナルズ (0–0)           |
| ATPツアー・マスターズ1000 (0–0) |
| ATPツアー500 (3–3)              |
| ATPツアー250 (4–8)              |

| サーフェス別タイトル |
| ハード (2–6)         |
| クレー (1–3)         |
| 芝 (4–2)             |
| カーペット (0–0)     |

| 結果   | No. | 決勝日         | 大会             | サーフェス    | 対戦相手                           | スコア                        |
| ------ | --- | -------------- | ---------------- | ------------- | ---------------------------------- | ----------------------------- |
| 準優勝 | 1.  | 2004年3月1日   | ドバイ           | ハード        | ロジャー・フェデラー               | 6-4, 1-6, 2-6                 |
| 優勝   | 1.  | 2004年10月11日 | ウィーン         | ハード (室内) | ギリェルモ・カナス                 | 6-4, 1-6, 7-5, 3-6, 7-5       |
| 準優勝 | 2.  | 2005年8月22日  | ニューヘイブン   | ハード        | ジェームズ・ブレーク               | 6-3, 5-7, 1-6                 |
| 準優勝 | 3.  | 2006年7月10日  | グシュタード     | クレー        | リシャール・ガスケ                 | 6-7(4-7), 7-6(7-3), 3-6, 3-6  |
| 準優勝 | 4.  | 2008年3月8日   | ドバイ           | ハード        | アンディ・ロディック               | 7-6(10-8), 4-6, 2-6           |
| 優勝   | 2.  | 2010年2月6日   | ヨハネスブルグ   | ハード        | ステファン・ロベール               | 7-5, 6-1                      |
| 準優勝 | 5.  | 2011年5月1日   | ベオグラード     | クレー        | ノバク・ジョコビッチ               | 6-7(4-7), 2-6                 |
| 準優勝 | 6.  | 2013年2月24日  | メンフィス       | ハード (室内) | 錦織圭                             | 2-6, 3-6                      |
| 優勝   | 3.  | 2013年6月22日  | イーストボーン   | 芝            | ジル・シモン                       | 7-6(7-2), 6-7(5-7), 6-0       |
| 準優勝 | 7.  | 2014年6月15日  | ロンドン         | 芝            | グリゴール・ディミトロフ           | 7-6(10-8), 6-7(1-7), 6-7(6-8) |
| 優勝   | 4.  | 2014年6月21日  | イーストボーン   | 芝            | リシャール・ガスケ                 | 6-3, 6-7(5-7), 7-5            |
| 準優勝 | 8.  | 2015年2月8日   | キト             | クレー        | ビクトル・エストレーリャ・ブルゴス | 2-6, 7-6(7-5), 6-7(5-7)       |
| 準優勝 | 9.  | 2015年10月4日  | クアラルンプール | ハード        | ダビド・フェレール                 | 5-7, 5-7                      |
| 優勝   | 5.  | 2016年7月24日  | グシュタード     | クレー        | ロビン・ハーセ                     | 6-4, 7-5                      |
| 準優勝 | 10. | 2016年8月13日  | ロス・カボス     | ハード        | イボ・カロビッチ                   | 6-7(5-7), 4-6                 |
| 準優勝 | 11. | 2017年6月18日  | シュツットガルト | 芝            | リュカ・プイユ                     | 6-4, 6-7(5-7), 4-6            |
| 優勝   | 6.  | 2017年6月25日  | ロンドン         | 芝            | マリン・チリッチ                   | 4-6, 7-6(7-2), 7-6(10-8)      |
| 優勝   | 7.  | 2019年6月24日  | ロンドン         | 芝            | ジル・シモン                       | 6-2, 6-7(4-7), 7-6(7-2)       |

### ダブルス: 16回 (5勝11敗)
| 結果   | No. | 決勝日        | 大会           | サーフェス    | パートナー               | 対戦相手                                                | スコア                |
| ------ | --- | ------------- | -------------- | ------------- | ------------------------ | ------------------------------------------------------- | --------------------- |
| 準優勝 | 1.  | 2001年5月6日  | マヨルカ       | クレー        | フランシスコ・ロイグ     | ドナルド・ジョンソン ジャレッド・パーマー               | 5-7, 3-6              |
| 準優勝 | 2.  | 2004年4月18日 | バレンシア     | クレー        | マルク・ロペス           | ガストン・エトリス マルティン・ロドリゲス               | 5-7, 6-7(5-7)         |
| 優勝   | 1.  | 2004年11月1日 | ストックホルム | ハード (室内) | フェルナンド・ベルダスコ | ウェイン・アーサーズ ポール・ハンリー                   | 6-4, 6-4              |
| 準優勝 | 3.  | 2005年4月24日 | バルセロナ     | クレー        | ラファエル・ナダル       | リアンダー・パエス ネナド・ジモニッチ                   | 3-6, 3-6              |
| 準優勝 | 4.  | 2011年2月26日 | ドバイ         | ハード        | ジェレミー・シャルディー | セルジー・スタホフスキー ミハイル・ユージニー           | 6-4, 3-6, [3-10]      |
| 準優勝 | 5.  | 2014年3月1日  | アカプルコ     | ハード        | マックス・ミルヌイ       | ケビン・アンダーソン マシュー・エブデン                 | 3-6, 3-6              |
| 準優勝 | 6.  | 2014年5月18日 | ローマ         | クレー        | ロビン・ハーセ           | ダニエル・ネスター ネナド・ジモニッチ                   | 4-6, 6-7(2-7)         |
| 準優勝 | 7.  | 2015年11月1日 | バレンシア     | ハード (室内) | マックス・ミルヌイ       | エリック・ブトラック スコット・リプスキー               | 6-7(4-7), 3-6         |
| 優勝   | 2.  | 2016年1月8日  | ドーハ         | ハード        | マルク・ロペス           | フィリップ・ペッシュナー アレクサンダー・ペヤ           | 6-4, 6-3              |
| 準優勝 | 8.  | 2016年2月27日 | ドバイ         | ハード        | マルク・ロペス           | シモーネ・ボレッリ アンドレアス・セッピ                 | 2-6, 6-3, [12-14]     |
| 優勝   | 3.  | 2016年6月4日  | 全仏オープン   | クレー        | マルク・ロペス           | ボブ・ブライアン マイク・ブライアン                     | 6-4, 6-7(6-8), 6-3    |
| 準優勝 | 9.  | 2017年3月5日  | アカプルコ     | ハード        | ジョン・イスナー         | ジェイミー・マリー ブルーノ・ソアレス                   | 3-6, 3-6              |
| 準優勝 | 10. | 2017年4月23日 | モンテカルロ   | クレー        | マルク・ロペス           | ロハン・ボパンナ パブロ・クエバス                       | 3-6, 6-3, [4-10]      |
| 準優勝 | 11. | 2017年9月10日 | 全米オープン   | ハード        | マルク・ロペス           | ジャン＝ジュリアン・ロジェ ホリア・テカウ               | 4-6, 3-6              |
| 優勝   | 4.  | 2018年4月29日 | バルセロナ     | クレー        | マルク・ロペス           | アイサム＝ウル＝ハク・クレシ ジャン＝ジュリアン・ロジェ | 7-6(7-5), 6-4         |
| 優勝   | 5.  | 2019年6月23日 | ロンドン       | 芝            | アンディ・マリー         | ラジーブ・ラム ジョー・ソールズベリー                   | 7-6(8-6), 5-7, [10-5] |

## デビスカップ

### 優勝 (5)
| 年     | スペインチーム | ラウンド/相手                                                                                               |
| ------ | --- | --- |
| 2004年 | ラファエル・ナダル カルロス・モヤ トミー・ロブレド フアン・カルロス・フェレーロ フェリシアーノ・ロペス アルベルト・マルティン       | 1R:チェコ 2–3 スペイン QF: スペイン 4–1 オランダ SF: スペイン 4–1 フランス FN: スペイン 3–2 アメリカ        |
| 2008年 | ラファエル・ナダル ダビド・フェレール フェルナンド・ベルダスコ フェリシアーノ・ロペス トミー・ロブレド ニコラス・アルマグロ         | 1R: ペルー 0–5 スペイン QF: ドイツ 1–4 スペイン SF: スペイン 4–1 アメリカ FN: アルゼンチン 1–3 スペイン     |
| 2009年 | ラファエル・ナダル フェルナンド・ベルダスコ ダビド・フェレール フェリシアーノ・ロペス トミー・ロブレド フアン・カルロス・フェレーロ | 1R: スペイン 4–1 セルビア QF: スペイン 3–2 ドイツ SF: スペイン 4–1 イスラエル FN: スペイン 5–0 チェコ       |
| 2011年 | ラファエル・ナダル ダビド・フェレール フェルナンド・ベルダスコ フェリシアーノ・ロペス マルセル・グラノリェルス                      | 1R: ベルギー 1–4 スペイン QF: アメリカ 1–3 スペイン SF: スペイン 4–1 フランス FN: スペイン 3–1 アルゼンチン |

## 成績
略語の説明
| W | F | SF | QF | #R | RR | Q# | LQ | A | Z# | PO | G | S | B | NMS | P | NH |

W=優勝, F=準優勝, SF=ベスト4, QF=ベスト8, #R=#回戦敗退, RR=ラウンドロビン敗退, Q#=予選#回戦敗退, LQ=予選敗退, A=大会不参加, Z#=デビスカップ/BJKカップ地域ゾーン, PO=デビスカップ/BJKカッププレーオフ, G=オリンピック金メダル, S=オリンピック銀メダル, B=オリンピック銅メダル, NMS=マスターズシリーズから降格, P=開催延期, NH=開催なし.
| 大会           | 2000 | 2001 | 2002 | 2003 | 2004 | 2005 | 2006 | 2007 | 2008 | 2009 | 2010 | 2011 | 2012 | 2013 | 2014 | 2015 | 2016 | 2017 | 2018 | 2019 | 2020 | 2021 | 2022 | 2023 | 通算成績 |
| -------------- | ---- | ---- | ---- | ---- | ---- | ---- | ---- | ---- | ---- | ---- | ---- | ---- | ---- | ---- | ---- | ---- | ---- | ---- | ---- | ---- | ---- | ---- | ---- | ---- | -------- |
| 全豪オープン   | A    | A    | A    | 3R   | 1R   | 3R   | 3R   | 2R   | 2R   | 1R   | 3R   | 2R   | 4R   | 2R   | 3R   | 4R   | 3R   | 1R   | 1R   | 1R   | 1R   | 3R   | 1R   | A    | 24–20    |
| 全仏オープン   | A    | 1R   | 2R   | 1R   | 4R   | 1R   | 1R   | 1R   | 1R   | 2R   | 1R   | 1R   | 1R   | 3R   | 2R   | 1R   | 3R   | 3R   | 1R   | 1R   | 1R   | 1R   | LQ   | A    | 12–21    |
| ウィンブルドン | LQ   | A    | 4R   | 4R   | 3R   | QF   | 1R   | 3R   | QF   | 1R   | 3R   | QF   | 1R   | 3R   | 4R   | 2R   | 3R   | 1R   | 2R   | 2R   | NH   | 1R   | 1R   | A    | 34–20    |
| 全米オープン   | A    | A    | 2R   | 1R   | 3R   | 2R   | 2R   | 4R   | 1R   | 1R   | 4R   | 3R   | 3R   | 3R   | 3R   | QF   | 2R   | 3R   | 1R   | 3R   | 1R   | 1R   | A    | A    | 28–20    |

### 大会最高成績
| 大会                 | 成績 | 年                                 |
| -------------------- | ---- | ---------------------------------- |
| ATPファイナルズ      | Alt  | 2014                               |
| インディアンウェルズ | QF   | 2015                               |
| マイアミ             | 4R   | 2007                               |
| モンテカルロ         | 2R   | 2003, 2004, 2006, 2011, 2017, 2018 |
| マドリード           | QF   | 2014                               |
| ローマ               | QF   | 2016                               |
| カナダ               | SF   | 2014                               |
| シンシナティ         | QF   | 2015                               |
| 上海                 | SF   | 2009, 2011, 2014                   |
| パリ                 | QF   | 2004                               |
| オリンピック         | 3R   | 2004, 2012                         |
| デビスカップ         | W    | 2004, 2008, 2009, 2011, 2019       |
| ATPカップ            | F    | 2020                               |